# 克氏原螯虾
克氏原螯虾，原产于美国东南部，又名美國螯蝦、路易斯安那州螯虾，中國大陸称小龙虾，属鳌虾科，在中国北方某些地区被直接称为“蝲蛄”，是最具食用价值的淡水螯蝦物种，年产量佔整个淡水螯蝦产量的70－80%。

## 分布
原產地為从墨西哥北部至佛罗里达狭地的美國墨西哥灣沿岸地區以及美国内陆的伊利诺伊州、俄亥俄州，後被引進亞洲、非洲、歐洲和美洲其他地区，成为一种分布极其广泛的外来入侵物种。在欧洲南部，克氏原螯虾繁衍迅速，挤占了欧洲本地奧斯塔歐洲螯蝦和巨石螯虾的活动空间。

## 生態
主要生活於溫暖的淡水水域，如流速緩慢的河流、沼澤、湖泊和稻田等。生長快速，可以忍受無水的旱季達4個月。體重最重可超過50克，體長從5.5公分到12公分不等。此物種也可忍受微鹽的水體，這在淡水螯蝦中是很少見的。在濕季，此物種能在乾地橫跨數英里尋找棲息地。一般來說，可有五年壽命，儘管已知有部分個體在大自然存活超過六年。

## 用途

### 經濟價值
克氏原螯蝦的環境容忍性強，因此造成網路瘋狂謠傳此物種能在含有高污染性毒素的水質下存活，事實上，高污染性的水域或不流動而缺乏氧氣的死水灘，此種生物仍不易生存。小龍蝦多數都是杂食动物（如：克氏原螯蝦、紅螯螯蝦等大型淡水龍蝦），不論活體甚至連未消化糞便或是動物屍體，都可成為其盤中飧，因此不可與其他生物放養在同一水族箱中，此物種顏色多變因此是水族館受歡迎之種類，目前穩定基因的顏色有橘螯、白螯而原色物種則被稱為美人蝦販售。
生長快速與高環境忍受度使得此物種成為受歡迎的經濟物種。在美国路易斯安那州的農場，其養殖地廣達500平方公里，每年可帶來數百萬美元的產值。1990年的文章提及，在美國，當地食用的小龍蝦有98%均產自路易斯安娜州，當中有70%在州內食用，其餘皆出口，佔全世界小龍蝦生產量的90%。
中国大陆在进入21世纪后，這種淡水螯蝦在市場上被當作一種小型龍蝦，小龍蝦的养殖、销售、消费市场成熟。2014年以后，小龙虾从湖北、江苏、湖南等地的区域性食品逐渐成为全国性食品。在2019年时，已是“世界最大的小龙虾生产国和消费国”。农业农村部渔业渔政管理局联合全国水产技术推广总站、中国水产学会组织专家编写的《中国小龙虾产业发展报告(2018)》测算，2017年时，中国小龙虾全社会经济总产值约2685亿元人民币，比2016年（1466.10亿元）增长83.15%。其中，养殖业产值约485亿元，加工业为主的第二产业产值约200亿元，餐饮业为主的第三产业产值约2000亿元。2017年，小龙虾的全国总产量为112.97万吨。湖北、安徽、湖南、江苏、江西五省占全国总产量的96.91%。湖北因地理条件而成为中国小龙虾的核心产区，占全国总产量的55.91%。湖北下辖的荆州市产量接近全国产量的30%。
在，此螯蝦物種被引進來減少淡水螺的數量，進而降低血吸蟲病的發生率。

### 食用
克氏原螯蝦因體型比其他淡水蝦類大，頭大身小肉少殼多，肉質有腥味，因而多使用香料、香草同煮，被製成辣味料理以掩蓋其本身異味。克氏原螯蝦在美國是很常見之料理食材，通常和馬鈴薯及玉米同煮，並搭配卡疆粉（Cajun）調味。主产区路易斯安娜州在1983年将克氏原螯虾选为州代表动物，并且每年都举办「龙虾节」。
在中國，克氏原螯蝦于1929年从日本移植到南京一带。后经人工养殖和推广，逐渐扩展到北京、天津、河北、山西、河南等省市。在中国的南方和北方可生存和发展，已经成为归化于中国自然水体的一个种群。1990年代初，江苏省盱眙县的小龙虾产业开始发展。當中以麻辣小龍蝦最受歡迎，2000年盱眙县举办了「龙虾节」，此后盱眙龙虾开始扩展到苏浙沪及全国。盱眙的「十三香麻辣小龙虾」在中国名声大噪，「十三香调料」是一种约定俗成的叫法，实际上是由20多种香料搭配使用，可分别烹制出多种味型。2000年代以来，北京簋街的麻辣小龙虾（「麻小兒」）逐渐成为北京赫赫有名的小吃，是常見的餐點，受到食客的普遍歡迎，並且有部份製成龍蝦醬外銷。
有观点认为，小龙虾“直接用手处理的食用方式，最大程度上限制了就餐过程中手机的使用，为人们营造了多人轻松社交的氛围”。小龙虾通过提供就餐时“建立起的社交关系，比起单纯的食物更具有价值”，是它受到欢迎的原因。
台灣的便利商店及火鍋店等製作龍蝦手卷亦有使用。

### 肥料
日本許多大型湖泊裡都會發現美國螯蝦的蹤跡，為嚴控這種外來物種的繁殖數量，防止破壞湖水生態，捕獲的美國螯蝦會被漁民當場「人道毀滅」，直接踩碎當肥料。

### 宠物观赏
在台灣，有水族愛好者透過將小龍蝦予以運用品種選殖等方式，培養出橘色、白色、雙色，幽靈色系等外型的小龍蝦，且在水族業獲得了一定的好評與商機。

#### 飼養環境
水温在22－28度最为适合，但是-5至37度的水温下淡水或微鹹水域均可存活。可長時間挨餓及较髒环境下生长，但仍須在流動水流的氧氣充足水域生存。另外，橘色'白色等等顏色，發展出所謂的橘螯蝦'白螯蝦'藍螯蝦等螯蝦'不僅漂亮美觀，加上養殖難度簡易，又目前台灣有穩定市場，但因藍色品系稀有，市面上販售的藍螯蝦大多是佛羅里達州藍螯蝦，而非美國螯蝦.因此目前的橘色跟白色售價約在40元~80元之間。而其它新系列的顏色則較貴。

## 危害

### 物种入侵
克氏原螯虾的物种入侵可能對當地生態帶來影響，克氏原螯虾在一个水域的出现，对同一水域的鱼类、甲壳类、水生植物、水稻等造成了很大的威胁，还直接危害了人工养殖的水产。会打乱原本平衡的食物链，改变生态系统的原貌。并且它的食性十分广泛，建立种群的速度极快，易于扩散。此外，克氏原螯虾可能與當地淡水螯蝦物種發生競爭，侵占有属于当地淡水螯蝦的生存空间。2010年1月7日入列中國大陸第二批外來入侵物種名單。國際自然保護聯盟物種存續委員會的入侵物種專家小組（ISSG）列為世界百大外來入侵種。日本於1918年由東京帝國大學教授渡瀬庄三郎以作為同屬入侵物種的美洲牛蛙的餌料引進克氏原螯蝦，對其殖民地及勢力範圍有一定影響。

### 破坏堤坝
克氏原螯虾不仅吃湖中水生植物和小鱼小虾，由于它们生活在江、河、水库、池塘和水田等的边上，螯虾又喜欢钻洞，破坏能力也是十分强大，常会洞穿田埂破坏堤坝，对防汛抗洪会有影响。

## 图库

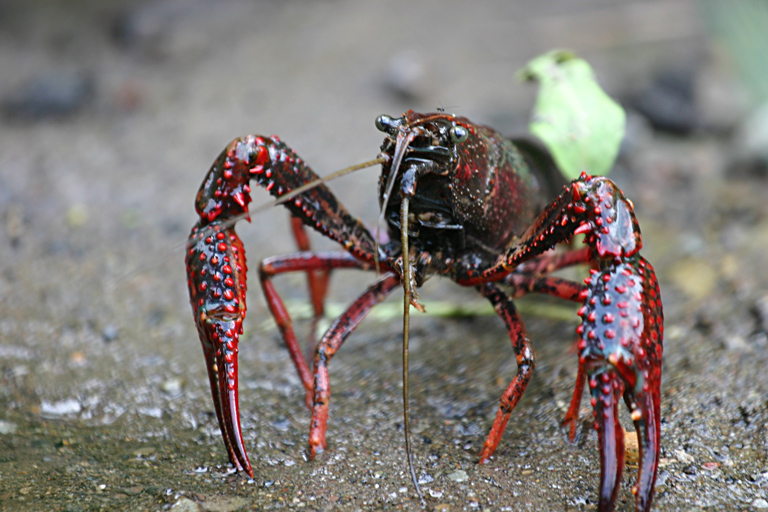
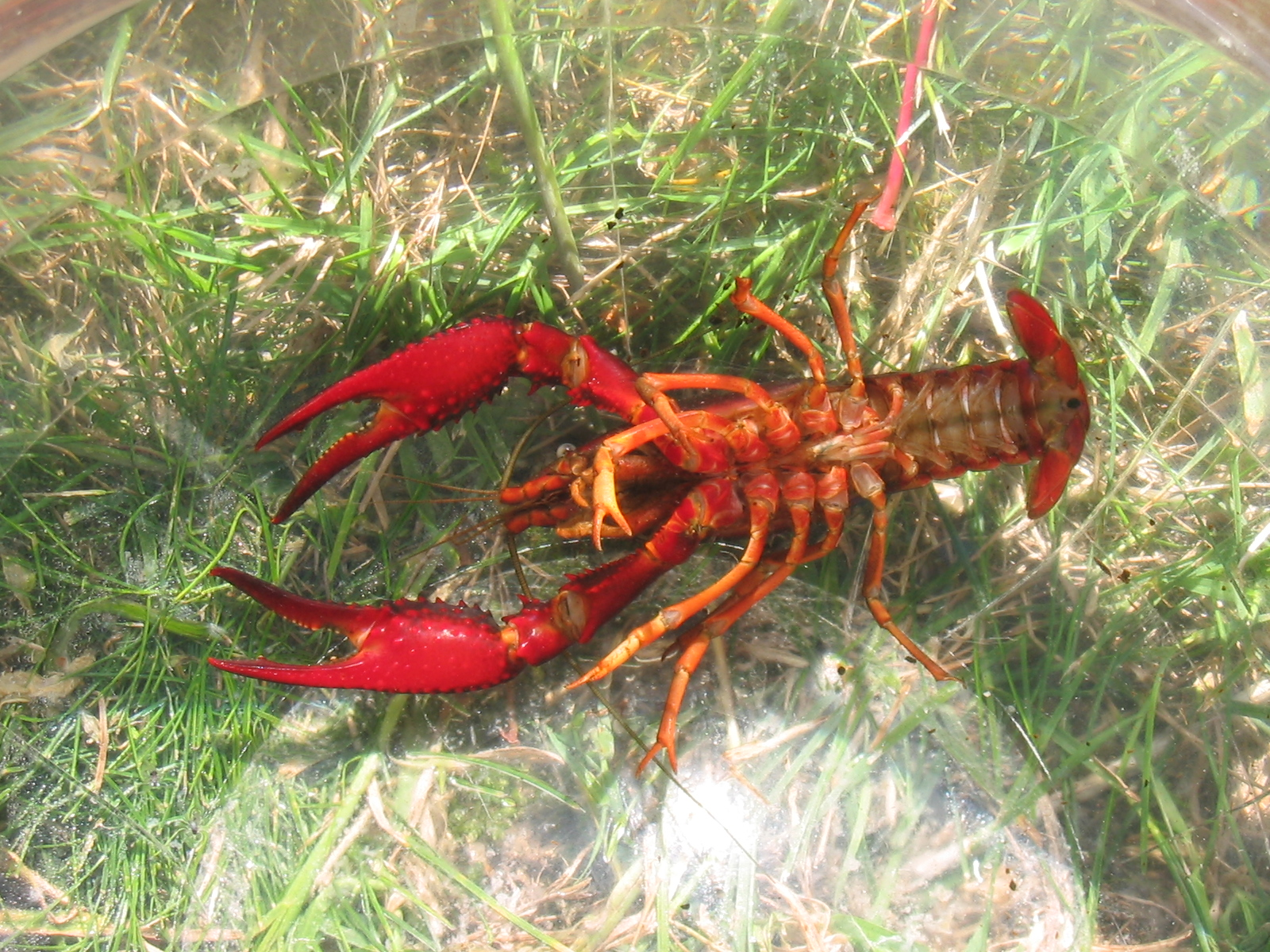
雄性虾的腹面
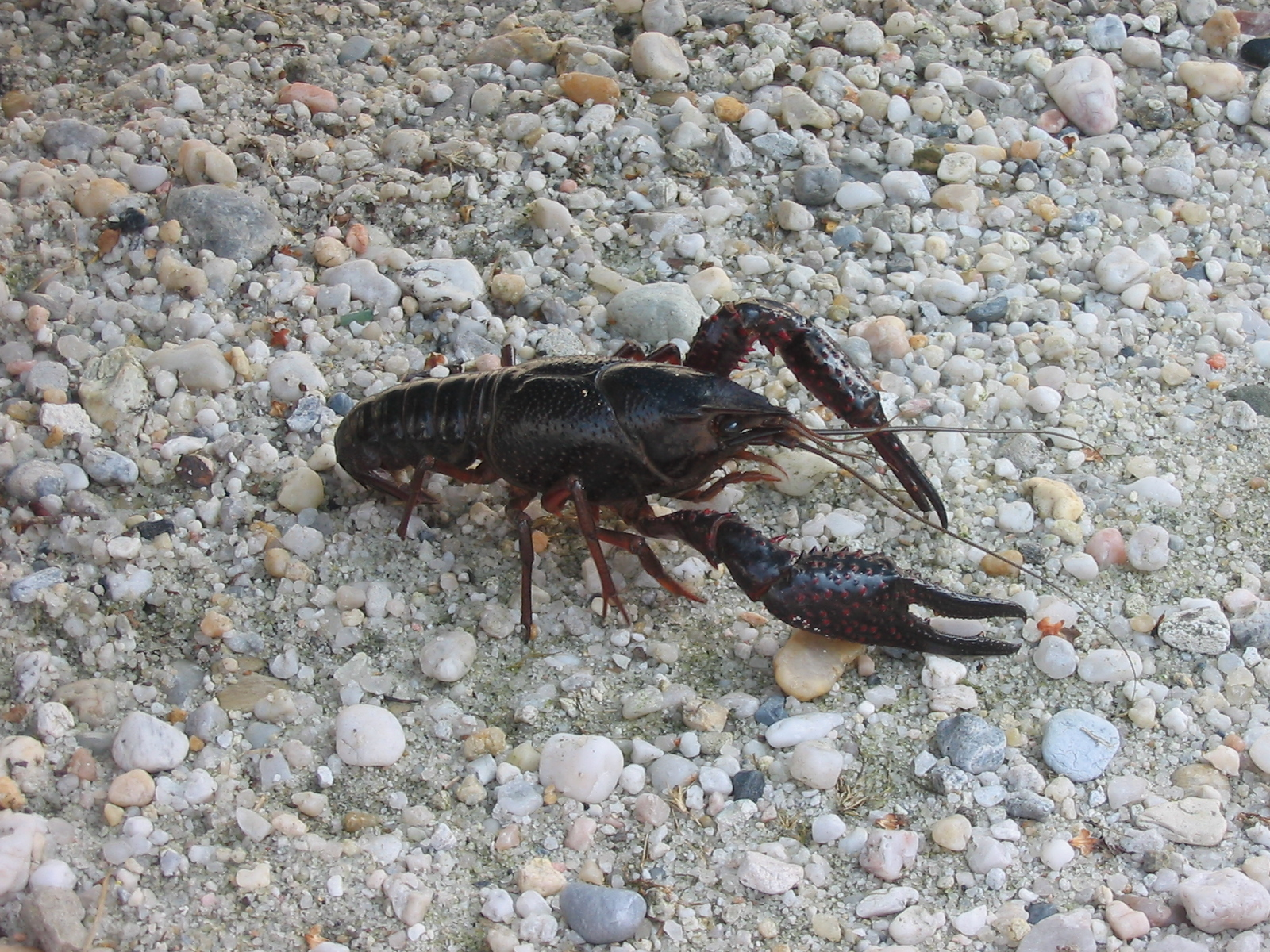
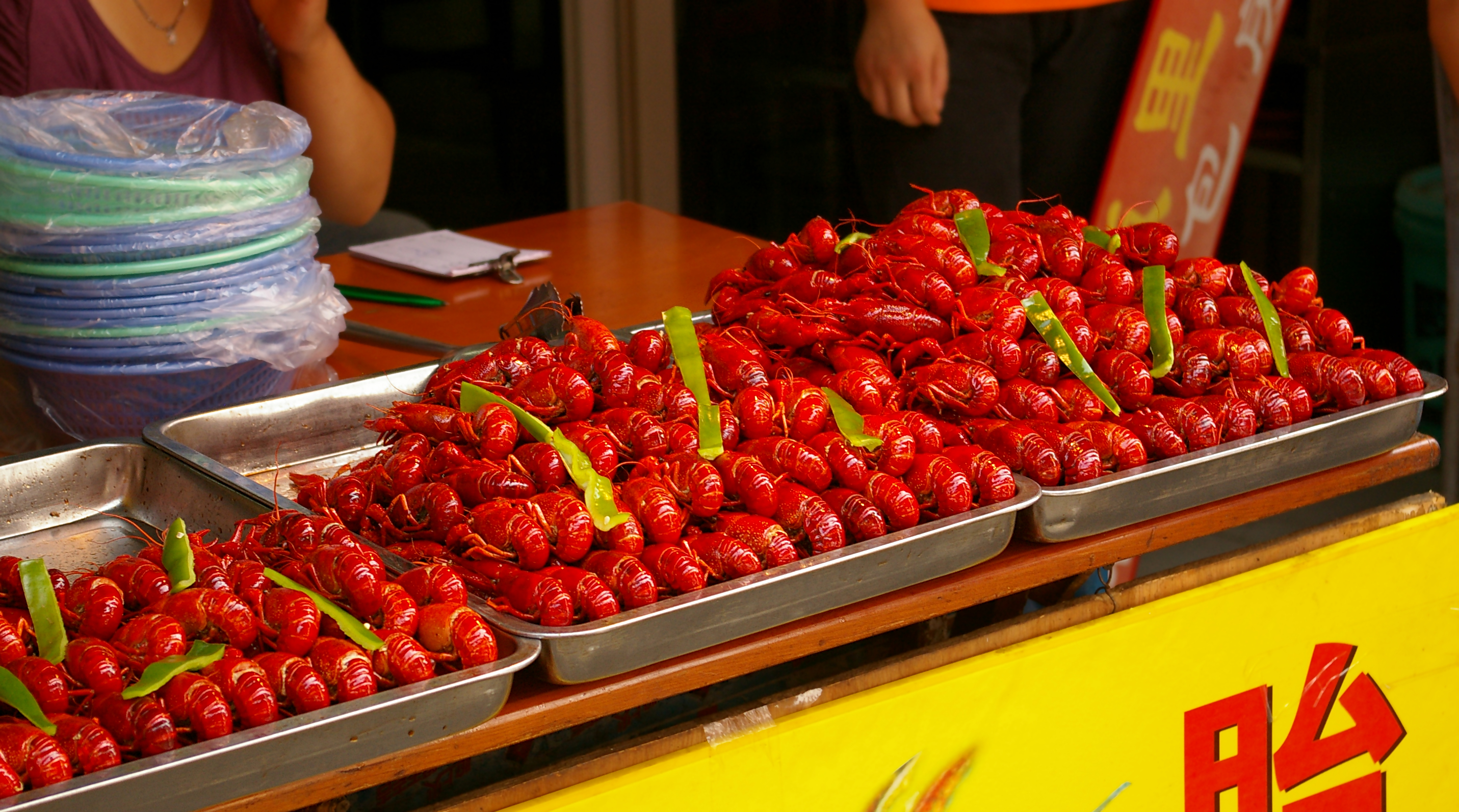
2009年，上海街头出售、已完成烹饪的小龙虾。招牌上的“眙”可能是指“盱眙小龙虾”。